# Çağrı Beg Dawud
Çağrı Beg Dawud ibn Mikhaïl ibn Saldjuk fou un cap turc seljúcida, germà de Tughril Beg (Togrul Beg, Toghril Beg i altres transcripcions). El seu nom apareix generalment i simple com a Çağrı Beg i amb diverses transcripcions: Çağrı Beg, Çağhrı Beg, Čaghri Beg, Čaghribeg o Çağrıbeg; el nom Dawud apareix també com Daud.

## Biografia
Va néixer entre 990 i 995, poc abans o poc després de Tughril. No se sap si la família ja havia esdevingut musulmana en aquesta data, però si no ho eren no van tardar a adoptar aquesta religió. Els dos germans van quedar orfes aviat i fins al 1025 no es coneixen gairebé les seves activitats; se suposa que vivien a Djand amb el seu avi Saldjuk mentre que el seu oncle Arslan-Israil es posava al servei dels samànides.
Mort el seu avi, Çağrı Beg i el seu germà al front d'un grup de soldats turcs, es van posar al servei del karakhànida Ali Tegin (Altegin) de Bukharà, fins que el 1025 aquest darrer fou derrotat per les forces de Mahmud de Gazni i el gurkhan karakhànida Kadir Khan. El seu oncle Arslan-Israil es va establir a territori gaznèvida, però Çağrı i Tughril van restar al costat d'Ali Tegin; un temps després es van enemistar amb el seu senyor i van abandonar Coràsmia entre 1030 i 1034. Com que el cap oghuz Abul Fawaris Shah Malik havia assolit el poder a Djand, van haver de sortir d'aquesta zona; a la mort de Mahmud de Gazni el 1030, els desordres van provocar que els turcmans gaznèvides sortissin dels campaments establerts a Khurasan, i Çağrı i Tughril van signar un acord amb el nou sultà Masud I ben Mahmud per ocupar el seu lloc i van rebre el govern de la part nord del Khurasan occidental (l'estepa d'aquesta zona); en endavant en comptes de servir el sultà van començar a actuar pel seu compte i a saquejar les ciutats, i els habitants es van posar contra Masud I, al que consideraven que pagaven els impostos i a canvi no els defensava. D'altra banda es va formar un partit al Khurasan que considerava millor estar sotmesos als dos germans seljúcides que al gaznèvida, ja que així aconseguirien desviar als turcmans a saquejar cap a altres llocs.
El 1036 Çağrı Beg Dawud es va presentar davant Merv que li va obrir les portes, i va fer llegir la khutba en el seu propi nom. Nixapur va fer el mateix poc després amb Tughril Beg. Vers 1037 Herat es va sotmetre a Çağrı Beg Dawud, que hi va entrar i va enviar alguns parents en direcció a Sistan. Quan Masud I va reaccionar va esclatar la guerra, que finalment fou guanyada pels dos germans a la decisiva batalla de Dandankan el 1040. Després de la batalla es va produir un repartiment de territoris: Çağrı Beg Dawud va obtenir el Khurasan; el domini de Sistan fou atribuït a la branca de Musa Yabghu oncle de Çağrı i Tughril; aquest darrer va rebre els territoris a conquerir a l'occident (Iran).
A partir d'aquí els dos germans es va separar i Tughril va marxar a l'Iran, mentre Çağrı Beg Dawud restava a Khurasan. Entre 1040 i 1044 va conquerir Balkh i Tirmidh; d'altra banda Coràsmia, on el sobirà local havia estat expulsat el 1041 pel yaghbu oghuz de Djand, Abul Fawaris Shah Malik (aliat de Masud de Gazni, però en el moment de la conquesta Masud I ja havia mort), va caure en mans de Çağrı Beg el 1042, que va dominar també Djand. El territori fou incorporat al soldanat oriental seljúcida de Çagri Beg, que hi va nomenar governadors; Arslan Arghun, fill d'Alp Arslan, va ocupar aquest càrrec per un temps. Al mateix temps un fill de Çağrı Beg, Kavurt, que actuava quasi autònomament, es va apoderar del Kirman.
A partir de 1041 els gaznèvides s'havien refet a les seves possessions índies, i encara que una filla de Çağrı Beg es va casar amb el nou sultà Mawdud ben Masud (1041-1048), aviat va començar una llarga guerra en la qual de vegades els seljúcides foren derrotats; els gaznèvides van actuar hàbilment aconseguint temporalment l'aliança dels karakhànides, abans aliats als seljúcides. Sota Abd al-Rashid ben Mahmud (1049-1052) els seljúcides van encoratjar i donar suport a la usurpació de Farrukhzad ben Masud (1052-1059) amb el qual van entrar en guerra una vegada va arribar al tron. La lluita es produïa principalment a la zona de Balkh i al Sistan; en aquest territori la situació fou tan delicada pels seljúcides locals (sembla que a causa principalment d'una guerra civil) que Çağrı Beg que va haver de cridar als turcmans que operaven al Kirman que van entrar al Sistan (1056/1057) dirigits per Yakuti (fill de Çağrı Beg); en endavant els sobirans de Sistan foren considerats vassalls de Çağrı Beg. El 1058/1059 quan Ibrahim Inal va posar en perill el sultanat del seu germà Tughril Beg, li va enviar ajut sota la direcció dels seus fills Alp Arslan i Yakuti. Com que Tughril no tenia fills la successió havia de recaure en els fills de Çağrı (com de fet fou per mitjà d'Alp Arslan); una filla de Çağrı es va casar amb el califa al-Kaim quan aquest va demanar una esposa a Tughril.
En aquests anys Çağrı Beg ja era vell i la direcció de la guerra estava en mans del seu fill Alp Arslan. El 1059/1060, donat l'equilibri de forces entre seljúcides i gaznèvides, Alp Arslan i el nou sultà gaznèvida Ibrahim ben Masud (1059-1099) van signar un tractat de pau; poc després, vers el febrer del 1060, va morir Çağrı Beg. Com a príncep portava el títol de Malik al-Muluk.
Estava casat amb una princesa de Coràsmia, vídua i que tenia un fill de nom Sulayman. A la mort de Çağrı, la princesa es va casar amb Tughril Beg. No és clar si ja llavors Alp Arslan havia estat designat successor de comú acord entre els dos germans, o es va pensar amb Sulayman, però finalment aquest no va jugar cap paper.